# Epos
Epos är en längre berättelse på vers och utgör en subgenre till epiken. Termen används även om längre, berättande prosaframställning av skönlitterär art.
Kännetecknande för epos är bland annat att realistiska inslag blandas med mytiska på ett sätt som ligger sagan nära. Handlingen utspelas i en förfluten tid, och dess huvudkaraktärer är hjältar, som är starkare och tapprare än folk är i dag. Vanliga motiv är krig och kärlek samt kampen mellan gott och ont. Epos brukar använda sig flitigt av upprepningar av ord, verser eller till och med hela situationer. Detta var ursprungligen till för att underlätta för berättaren eller sångaren att memorera texten.
Ibland lyfts särskilt vackra partier i vissa epos ur sina sammanhang och läses då som poesi, vilket är vanligt att finna i diktantologier (och inte ska förväxlas med "smakprov" som har ett annat syfte).
Atterboms romantiska Lycksalighetens ö är ett av många svenska epos, som var en mycket populär genre fram till 1800-talets andra hälft, då prosan nära nog blev allenarådande skrivsätt för såväl epiken som dramat. Ett annat epos är Johan Ludvig Runebergs diktverk Fänrik Ståls sägner från 1848. Ett av de fåtaliga exemplen på ett modernt epos är Aniara av Harry Martinson.
Sedan 1900-talet har termen brukats i sammansättningar som "bygdeepos", och avser då prosatexter. Detta språkbruk har tillkommit för att särskilja vissa betydande romaner från andra i samma genre, men skiljer sig från genren epos genom att de är realistiska. Märk dock att "epos" inte är en värderande benämning på betydelsefullhet, och heller inte att se som ett starkare ord än roman eller berättelse. I sådana fall där förstärkning behövs är "opus" lämpligt.